# حح
حِح أو حُح أو حُواح أو حاحوح أو حِحو ، كان تجسيداً في الديانة المصرية القديمة للانهاية أو الخلود ، و هو من بين آلهة الثامون المقدس ، اسمه نفسه يعني «اللانهائية». وكان له مقابل مؤنث - ككل آلهة الثامون - و كانت تعرف بـ «ححيت» ، و اسمها هو الصيغة المؤنثة من اسمه.
مثل الأعضاء الآخرين في الثامون المقدس، كان في شكله الذكوري في كثير من الأحيان يصور على هيئة الضفدع، أو إنسان برأس ضفدع، وشكله المؤنث كانت تصور على هيئة ثعبان أو امرأة برأس ثعبان. أما التصوير الشائع له فيصوره على هيئة رجل جاثم بركبة على الأرض وساق منتصبة على القدم، ويحمل ورقة نخيل - أو ساقها - في كل يد (أو واحد في يد واحدة فقط) ، و أحيانا يكون ساق النخيل في شعره، حيث كانت سيقان النخيل تمثل الحياة الطويلة عند المصريين، وهي السنوات التي تمثلها الشقوق على الساق كأماكن للوريقات التي كانت عليه، وفي هذا الوضع كذلك كان يصور مع حلقة «شن» مرتبطة بقاعدة كل ساق ورقة نخيل، والتي تمثل اللانهاية كذلك. كما استخدمت صور حح في الهيروغليفية لتمثيل رقم المليون، و الذي يعتبر بشكل أساسي معادلاً للانهاية في الرياضيات المصرية القديمة. و لذلك كان يعرف هذا الإله أيضا باسم «إله ملايين السنين».

## الأصول والميثولوجيا
كان المعنى الأساسي لمصطلح حح هو الرقم «مليون» أو بالجمع «ملايين»؛ و في وقت لاحق، تم اعتماد تجسيد حح كإله للانهائية. و قد مثل حح، مع نظيرته الأنثوية ححيت، كعضوين في الآلهة البدائية الثمانية التي كانت تتمركز عبادتها في إيون (عين شمس). الأعضاء الآخرون في الثامون المقدس هم نوو و نونيت (المياه الأزلية)، جرح وجرحيت (التثبيط أو الراحة) ، كوك وكوكيت (الظلام).

## الأشكال والأيقنة
في العادة كان يصور الإله حح بشكل بشري، كما في العلامة الهيروغليفية الممثلة له (تحمل الرمز C11 في قائمة جاردنر)، كرجل بلحية إلهية وشعر مستعار ملفوف. و عادة ما يكون راكعاً أو جاثماً (رافعاً ركبة واحدة عن الأرض)، و يحمل عادة في كل يد فرع النخيل مسنن. (و هذه العلامة تعني السنة باللغة المصرية القديمة) ، و في بعض الأحيان يوضع ساق ورقة نخيل إضافي على رأس الإله.

## العبادة
لم يمتلك إله الخلود المصري حح أي مركز عبادة معروف أو معبد. لكن بدلا من ذلك، تمركز تبجيله حول رمزيته والمعتقد الشخصي نحوه . فتعكس صورة الإله وعناصره الأيقونية رغبة الحياة أو الحكم لملايين السنين (أو للأبد)؛ و على هذا النحو، فإن الرمز حح يمثيل بشكل متكرر في التمائم وعلامات الحكم منذ عهد الدولة القديمة.

## قراءة موسعة
- موسوعة الأساطير والرموز الفرعونية - تأليف : روبير جاك تيبو، ترجمة : فاطمة عبد الله محمود، مراجعة : محمود ماهر طه - إصدارات المشروع القومي للترجمة (العدد : 482) - صـ 123 .
- The Complete Gods and Goddesses of Ancient Egypt - Richard H. Wilkinson - pp. 109–110
- أحمد عبد الحفيظ أحمد خليل، الإله حح في مصر الفرعونية، رسالة ماجستير، كلية الآداب- جامعة الإسكندرية، 2015.

## اقرأ أيضاً
- ثامون هليوبوليس المقدس
- الأعداد المصرية